# 勒菲日雷
勒菲日雷（法語：Le Fugeret，法語發音：[lə fyʒʁɛ]）是法国上普罗旺斯阿尔卑斯省的一个市镇，属于卡斯泰拉讷区。

## 地理
勒菲日雷（44°0'13"N, 6°38'31"E）面积28.38 平方千米，位于法国普罗旺斯-阿尔卑斯-蓝色海岸大区上普罗旺斯阿尔卑斯省，该省份为法国东南部内陆省份，北起上阿尔卑斯省，西接沃克吕兹省，西北接德龙省，南至瓦尔省，东临滨海阿尔卑斯省，东北部与意大利接壤。
与勒菲日雷接壤的市镇（或旧市镇、城区）包括：阿隆、阿诺特、布罗、卡斯泰莱莱索塞、梅阿耶。

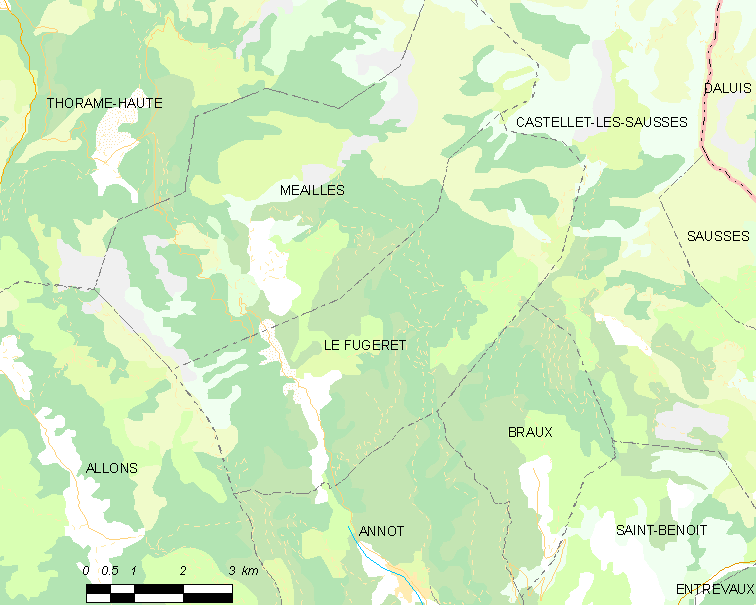
勒菲日雷的OSM定位图

勒菲日雷的时区为UTC+01:00、UTC+02:00（夏令时）。

## 行政
勒菲日雷的邮政编码为04240，INSEE市镇编码为04090。

## 政治
勒菲日雷所属的省级选区为卡斯泰拉讷县。

## 人口

1962-2008年间勒菲日雷人口变化图示

勒菲日雷于2022年1月1日时的人口数量为200人。